# Čeňkova pila
Čeňkova pila byla vodní pila na řece Vydře, před jejím soutokem s Křemelnou. 

## Historie
Nacházela se na pravém břehu v nadmořské výšce 630 m, v katastrálním území Svojše města Rejštejn. Nechal ji postavit pražský obchodník se dřevem Čeněk Bubeníček. Jedná se o pilu na vodní pohon, která zpracovávala šumavské dřevo z okolních lesů. Též se jí říkalo Bubeníčkova pila, ale již v 80. letech 19. století bylo běžné označení Čeňkova pila (německy Vincenzsäge).
V roce 1912 byla z rozhodnutí města Kašperské Hory na prodlouženém náhonu vystavěna malá vodní elektrárna Čeňkova pila. V roce 1937 se zhruba 400 metrů proti proudu Vydry začalo se stavbou nové vodní elektrárny Vydra, jež byla po dvou letech uvedena do provozu a dnes patří mezi nejvýznamnější technické památky v Česku.
Elektrárna Čeňkova pila je od roku 1995 chráněna jako kulturní památka ČR.

## Bedřich Smetana
Během svého pobytu na Sušicku v roce 1867 zde strávil několik dnů na pozvání Čeňka Bubeníčka Bedřich Smetana.